# The Office (Reino Unido)
The Office (em Portugal intitulada The Office - A Empresa) é uma série britânica de humor televisivo. Foi transmitida pela primeira vez em 9 de Julho de 2001, pela rede de televisão BBC. A série foi criada e dirigida por Ricky Gervais e Stephen Merchant. Após o sucesso desta série, foi lançada uma versão norte-americana em 24 de Março de 2005, na NBC, também chamada The Office.

## Elenco

### Elenco Principal
| Ocupação                       | Personagem     | Ator/Atriz      |
| ------------------------------ | -------------- | --------------- |
| Gerente regional               | David Brent    | Ricky Gervais   |
| Representante de vendas        | Tim Canterbury | Martin Freeman  |
| Recepcionista                  | Dawn Tinsley   | Lucy Davis      |
| Assistente do gerente regional | Gareth Keenan  | Mackenzie Crook |

### Elenco Secundário
| Ocupação                                 | Personagem            | Ator/Atriz         |
| ---------------------------------------- | --------------------- | ------------------ |
| Departamento de finanças                 | Keith Bishop          | Ewen Macintosh     |
| Funcionário de armazém (noivo de Dawn)   | Lee                   | Joel Beckett       |
| Represantante de vendas                  | Chris Finch           | Ralph Ineson       |
| Estagiário                               | Ricky Howard          | Oliver Chris       |
| Corporate Head (representante da matriz) | Jennifer Taylor-Clark | Stirling Gallacher |